# Halowe Mistrzostwa Świata w Lekkoatletyce 2008 – sztafeta 4 × 400 m kobiet
Sztafeta 4 × 400 m kobiet – jedna z konkurencji rozgrywanych podczas halowych mistrzostw świata w lekkoatletyce w 2008, zmagania w niej odbyły się 8 marca.
Udział w tej konkurencji brały ekipy reprezentujące 6 państw. Zawody wygrała ekipa z Rosji (w składzie: Julija Guszczina, Tatjana Lewina, Natalja Nazarowa, Olesia Zykina). Drugą pozycję zajęły zawodniczki z Białorusi (w składzie: Hanna Kazak, Iryna Chlustawa, Swiatłana Usowicz, Iłona Usowicz), trzecią zaś reprezentantki Stanów Zjednoczonych (w składzie: Angel Perkins, Miriam Barnes, Shareese Woods, Moushaumi Robinson).

## Wyniki
| Miejsce | Zawodniczki                                                              | Państwo           | Wynik   | Uwagi |
| ------- | ------------------------------------------------------------------------ | ----------------- | ------- | ----- |
| 01 !    | Julija Guszczina Tatjana Lewina Natalja Nazarowa Olesia Zykina           | Rosja             | 3:28,17 | WL    |
| 02 !    | Hanna Kazak Iryna Chlustawa Swiatłana Usowicz Iłona Usowicz              | Białoruś          | 3:28,90 | SB    |
| 03 !    | Angel Perkins Miriam Barnes Shareese Woods Moushaumi Robinson            | Stany Zjednoczone | 3:29,30 | SB    |
| 4.      | Zuzana Bergrová Denisa Ščerbová Jitka Bartoničková Zuzana Hejnová        | Czechy            | 3:34,53 | SB    |
| 5.      | Anamaria Ioniță Iuliana Popescu Elena Mirela Lavric Angela Moroșanu      | Rumunia           | 3:36,79 | SB    |
| 6.      | Agnieszka Karpiesiuk Ewelina Sętowska-Dryk Jolanta Wójcik Bożena Łukasik | Polska            | 3:36,97 | SB    |